# Andrew James Macauley
Pour les articles homonymes, voir Macauley.
Andrew James Macauley (1887-15 mai 1939) est un rancher et homme politique provincial canadien de la Saskatchewan. Il représente la circonscription de Cut Knife à titre de député du Co-operative Commonwealth Federation de 1934 à 1938.

## Biographie
Né à Harriston (en) en Ontario, Macauley s'installe dans l'Ouest en 1905 et travaille sur le Grand Trunk Pacific Railway avec ses deux frères. Ensuite, il travaille sur un ranch à l'élevage de vache angus et de chevaux Clydesdale dans la région de Waseca (en). En 1912, il se joint à la Saskatchewan Grain Growers. Directeur des United Farmers du Canada, dont il est le président de 1931 à 1932, il se joint au CCF et fait son entrée à l'Assemblée législative de la Saskatchewan en 1934. Tentant une réélection en 1938, il est défait par le candidat créditiste William Roseland. Il meurt l'année suivante à l'Hôpital de Saskatoon des suites d'une opération pour traiter une tumeur du cerveau.